# Silver Heads (филм)
Серебряные головы  (срп. Сребрне главе; енгл. Silver Heads) руски је научнофантастични филм из 1998. у режији Јевгенија Јуфита.

## Заплет
Научници почињу да спроводе тајни експеримент, чија је сврха проучавање интеракције између особе и дрвета у току њиховог међусобног спајања. Међусобна фузија буквалног – фузијом људских молекула и молекула дрвета. Замишљени експеримент је, наравно, фантастичан, али резултат који би научници требало да добију је веома примамљив - људско дрво ће бити отпорно на агресивно окружење, издржљиво, веома непретенциозно...
Мала група научника који желе да буду и истраживачи и експериментални учесници послата је у удаљени шумски опсег. Међутим, шума није нимало пуста, како су мислили научници. Прво, овде живи шумар са породицом (супругом и сином) и псом. Друго, чудна створења лутају шумом, остављена овде након претходног експеримента, исто тако фантастична и исто тако чудна.

## Улоге
| Глумац              | Улога    |
| ------------------- | -------- |
| Николај Мартон      | Професор |
| Татјана Верховскаја | Научница |
| Василиј Дерјагин    |          |
| Валериј Криштапенко |          |
| Владимир Маслов     | Научница |
| Александар Половцев |          |
| Сергеј Чернов       |          |
| Даниел Зинцхенко    |          |

## О филму
„... филм Сребрне главе убеђује да се некрореализам заиста може одиграти, да може бити предмет не само импровизације, већ и режије... Као и у сваком насталом уметничком делу, изграђени свет у Сребрним главама живи и развија се у стварност која иде у ментални простор иза последњих оквира” — Екатерина Андрејева.
„Не намећем никоме своје гледиште. Моји филмови су слободно асоцијативни. Сваки гледалац их перципира на основу свог интелекта , естетског искуства, психолошких квалитета. Може и да се смеје и да плаче” — Евгениј Јуфит .